# Sitkahert
Het sitkahert (Odocoileus hemionus sitkensis) is een hertachtige en ondersoort van het muildierhert en lijkt op een andere ondersoort, het zwartstaarthert (O. h. colombianus). Het sitkahert moet niet verward worden met het sikahert, een andere hertensoort.

## Kenmerken
De soort is genoemd naar de plaats Sitka in Alaska. De meeste sitkaherten wegen tussen de 36 en 54 kg. Sitkaherten zijn kleiner dan andere ondersoorten en hebben een roodbruine vacht in de zomer, die in de winter grijsbruin wordt. 

## Leefwijze
Sitkaherten kunnen goed zwemmen en zwemmen vaak over grote rivieren. De gemiddelde maximumleeftijd ligt rond 10 jaar, maar sommige individuen worden 15 jaar oud.

## Verspreiding
De dieren komen voor in Brits-Columbia, Canada en zuidoost Alaska. Verder komen ze ook voor op de eilanden van de Alexanderarchipel, Prince William Sound, Kodiak Archipel en de Haida Gwaii.